# Marco Giunio Bruto (tribuno 83 a.C.)
Marco Giunio Bruto conosciuto dagli storici moderni come Marco Giunio Bruto il vecchio (fl. I secolo a.C.) è stato un politico romano vissuto nel I secolo a.C.

## Biografia
Fu tribuno della plebe nell'83 a.C. e dedusse la colonia di Capua.
Fu anche il primo marito di Servilia, dalla quale ebbe Marco Giunio Bruto, uno degli assassini di Giulio Cesare.
Seguace di Marco Emilio Lepido, partecipò alla rivolta democratica promossa da quest'ultimo nel 77 a.C. e occupò con le sue truppe la Gallia Cisalpina; assediato a Modena da Gneo Pompeo, venne costretto alla resa e quindi ucciso su ordine del condottiero nemico.